# Paleis Rundāle
Paleis Rundāle (Duits: Schloss Ruhenthal, Lets: Rundāles pils) is het belangrijkste barokke paleis in Letland. Het bevindt zich in Pilsrundāle (gemeente Rundāle) twaalf km van Bauska en ongeveer 70 km ten zuiden van de hoofdstad Riga.

## Geschiedenis
Het paleis werd tussen 1736 en 1740 door de Italiaanse architect Bartolomeo Rastrelli gebouwd voor de Koerlandse hertog Ernst Johann Biron. Rastrelli was nadien ook de architect van het Winterpaleis in Sint-Petersburg. Biron heette oorspronkelijk Biren maar veranderde zijn naam in Biron, de naam van een grote Franse familie. Het domein bedraagt behalve het paleis zelf enkele stallen, een grote binnenplaats met Franse tuinen en een park van 80 hectare, omringd door een rivier. Achter de rivier bevindt zich een groot jachtdomein waar de eigenaars van het kasteel joegen op reebokken, wilde zwijnen en vogels.
Het kasteel heeft een rijke geschiedenis en heeft vele bewoners en eigenaars gekend. De eerste was de hertog Biron, een minnaar van de Russische keizerin Anna Ivanovna. Hij gebruikte het paleis als zomerverblijf. Na de dood van Anna werd de hertog gearresteerd en verbannen naar Siberië, waarmee er een eind kwam aan de bouwwerkzaamheden. Johann Biron keerde echter onder de regering van Catharina II van Rusland, van wie hij een gunsteling was, terug in Koerland. In 1765 werd de bouw hervat, nog altijd onder leiding van Rastrelli. In deze periode, die tot ongeveer 1768 duurde, kwam het grootste deel van de binnenzalen gereed.
Later kwam het hertogdom Koerland aan Rusland. Catharina II schonk het paleis aan haar minnaar, prins Platon Zoebov. Het paleis kwam daarmee aan diens familie. Na zijn dood trouwde de weduwe met de graaf Sjoevalov en Rundāle bleef tot de Russische Revolutie van 1917 in het bezit van de Sjoevalovs.
Tijdens de Eerste Wereldoorlog werd het kasteel als school gebruikt. Bij de landhervormingen van 1920 kwam het paleis in handen van de Letse staat, die inmiddels was opgericht. In 1933 werd het paleis aan het historische staatsmuseum toevertrouwd. De opgelopen oorlogsschade werd in deze periode hersteld. Tijdens de Tweede Wereldoorlog bleef het paleis onbeschadigd. Wel had het te lijden onder slijtage en erosie.

## Het museum
In 1972 werd het paleismuseum gesticht. Tegelijkertijd werd begonnen met een nieuwe restauratie. Sindsdien kunnen toeristen het paleis en de Franse tuinen bezichtigen.

## Interieur
Paleis Rundāle geldt als een hoogtepunt in de architectuur van Letland. Als voorbeeld diende het kasteel van Versailles. Het interieur telt 138 zalen, verdeeld over twee verdiepingen. Een groot deel van deze zalen is gerestaureerd: de restauratie begon dertig jaar geleden en is nog steeds niet geheel voltooid. Het paleis herbergt een rijke collectie schilderijen, verguldsels en porselein.
De beroemdste zalen zijn de Witte Zaal, die vroeger als balzaal werd gebruikt, de Gouden Zaal, die de troonzaal was, en de Grote Galerij, die als banketzaal fungeerde. Deze drie zalen bevinden zich in het centrale gebouw, waar ook de privézalen van de hertog zich bevonden. De hertogin en de overige familieleden woonden in het westelijke gebouw. De meeste oorspronkelijke meubelen van het paleis zijn na 1920 verdeeld geraakt over verschillende Europese landen, hoewel sindsdien enkele oude meubelen weer zijn teruggekeerd, als gift van de nakomelingen van de vroegere eigenaars, zowel die van de hertog Biron als die van de twee Russische families die er gewoond hebben.
In de crypte bevinden zich enkele sarcofagen van vroegere bewoners, de oudste daterend van 1569.
Aan de decoratie hebben de Duitse beeldhouwer Johann Michael Graff en de beide Italiaanse schilders Francesco Martini en Carlo Zucchi hun bijdragen geleverd. De twee Italianen hebben de muren en het plafond beschilderd, terwijl de Duitser marmeren beelden realiseerde.

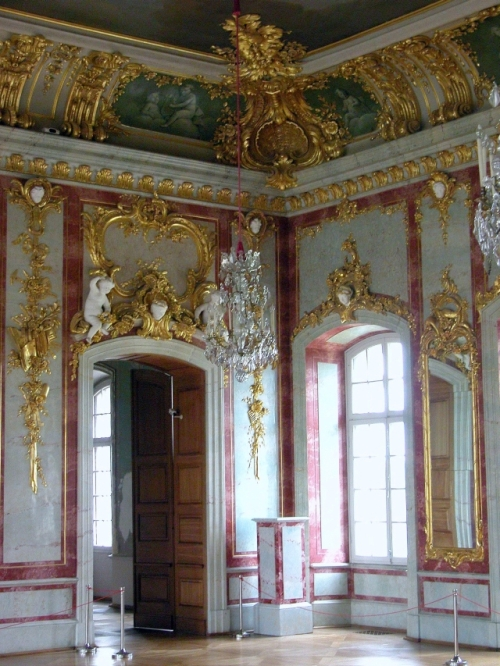
binnenaanzicht
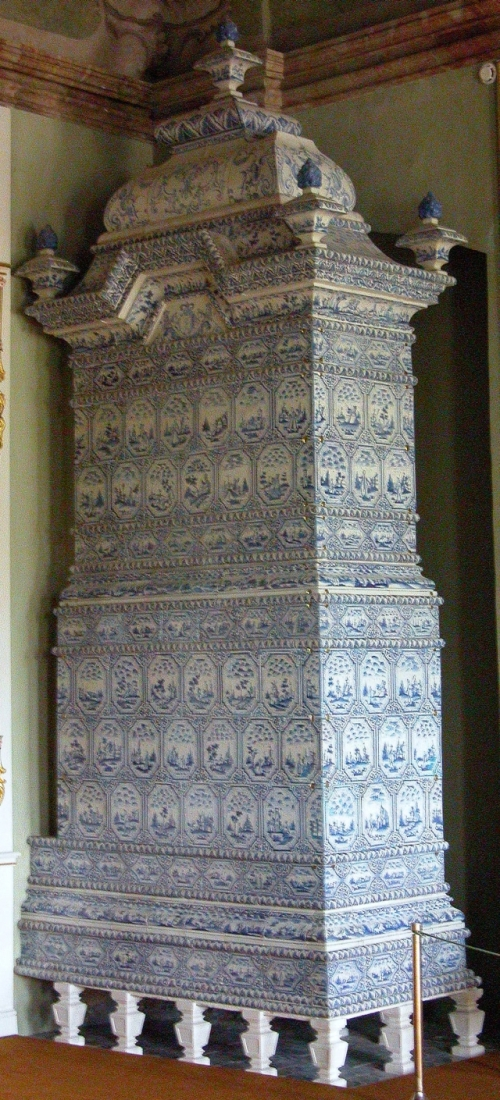
Tegeloven
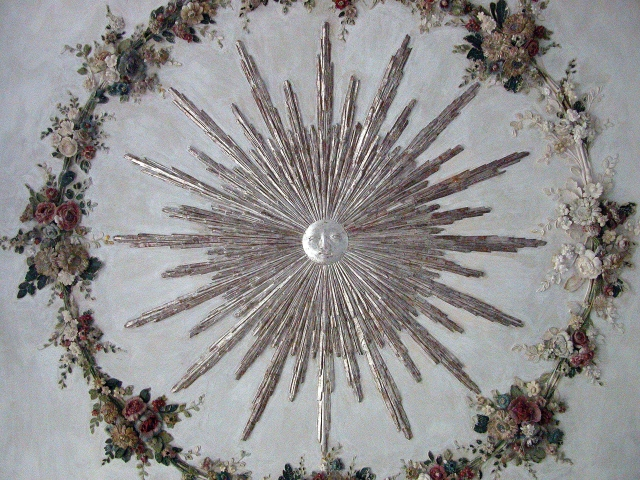
Zonsymbool
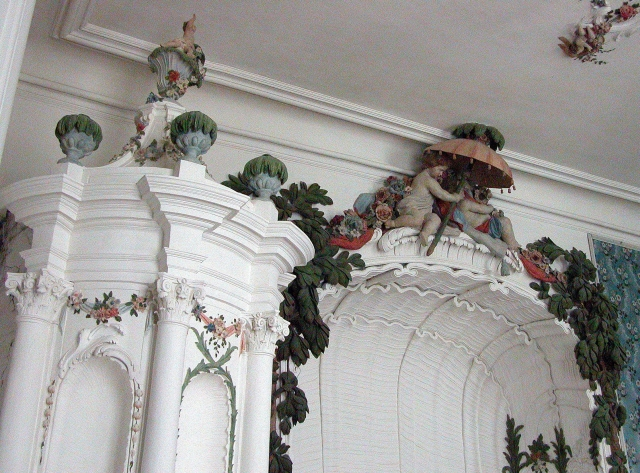
Stucwerk
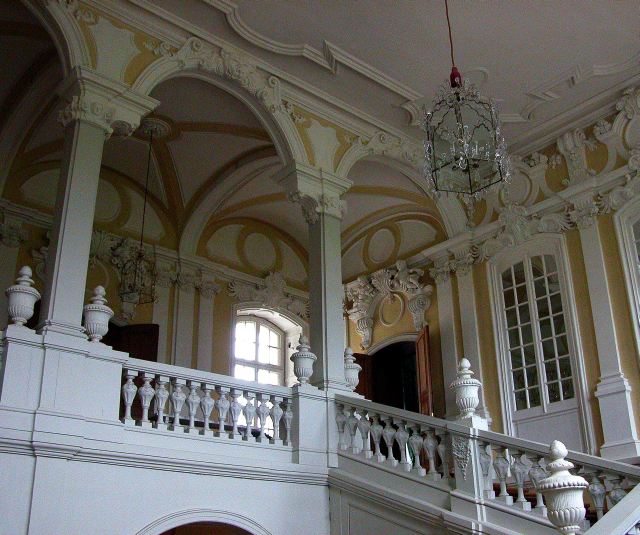
Trappenhuis